# Konstantin Mikhailovich Fofanov
Konstantin Mikhailovich Fofanov (tiếng Nga: Константин Михайлович Фофанов, 18 tháng 5 năm 1862 – 17 tháng 5 năm 1911) là nhà thơ Nga.

## Tiểu sử
Konstantin Fofanov sinh ra trong một gia đình tiểu thương ở Saint Petersburg. Fofanov không được học hành đến nơi đến chốn nhưng rất ham mê đọc sách và biết làm thơ từ nhỏ. Năm lên 14 tuổi làm thơ bắt chước Nikolay Alexeyevich Nekrasov và năm lên 16 tuổi làm thơ theo những đề tài trong Kinh Thánh. Năm 1881 in bài thơ đầu tiên ở báo Người Nga Do Thái (Русский еврей), bài thơ Bí ẩn của tình yêu (Таинство любви) viết năm 1885 in ở tạp chí Người quan sát (Наблюдатель) năm 1888. Từ năm 1887 Fofanov thường xuyên in thơ ở báo Thời Mới (Новое время) của nhà báo, nhà phê bình và chủ nhà in Aleksei Sergeevich Suvorin.
Sau khi in tập thơ đầu tiên Стихотворения (Thơ) vào năm 1887, Suvorin cho in tập thơ thứ 2 cũng với tên gọi như vậy vào năm 1889. Những tập thơ này gây được tiếng vang mạnh mẽ, được các nhà thơ, nhà văn nổi tiếng thời đó như Yakov Petrovich Polonsky, Apollon Nikolayevich Maykov, Lev Nikolayevich Tolstoy ủng hộ. Họa sĩ Ylya Repin vẽ chân dung của Konstantin Fofanov sau khi đọc Cтихотворения. Nhà thơ Polonsky đề cử tập thơ này cho giải thưởng Puskin của Viện Hàn lâm khoa học nhưng sau đó đã không được trao giải vì một số điểm tự do về ngôn ngữ và phong cách của tác giả không được ban giám khảo tán thành.
Thập niên 1890 Fofanov nghiện rượu nặng và mắc bệnh tâm lý, những năm cuối đời sống trong cảnh nghèo túng nhưng ông vẫn sáng tác đều đặn. Ông đã chuẩn bị bản thảo một số cuốn sách nhưng không tìm được nhà in nào ủng hộ. Konstantin Fofanov được thừa nhận là một hiện tượng của thơ ca Nga cuối thế kỷ 19. Ông mất ngày 17 tháng 5 năm 1911 ở Saint Petersburg.

## Tác phẩm
- Стихотворения, 1887
- Стихотворения, tập 2, 1889
- Тени и тайны», 1892
- Барон Клакс, 1892
- Стихотворения (в пяти частях), 1896
- Иллюзии», 1900

## Một số bài thơ
| Tình yêu đi qua Tình yêu đi qua, bão tố đi qua Nhưng một nỗi buồn vẫn còn hành hạ Và hãy còn đây một giọt lệ nhòa Giọt nước mắt cuối cùng, chắc lẽ thế. Còn nơi kia – khi trả hết nợ đời Anh quên tất cả, những gì một thuở Anh sẽ lên đường bằng một chuyến bay Về cái nơi không còn quay lại nữa. Dù sẽ chết, sức lực sẽ không còn Nhưng cái chết không hẳn là mất cả. Hãy nhớ rằng anh đã từng yêu em Yêu như thế, không ai còn có thể! Và cùng với bài ca cuối của tình Đôi mắt buồn bã kia anh khép lại… Em hãy tạ ơn giấc mơ của anh Giống như anh sẽ mang ơn em vậy! Có vẻ như Có vẻ như chúng mình đang yêu nhau Nhưng tại sao đôi khi ta chạy trốn Những lời dịu dàng giống như bệnh hoạn Tránh xa và xấu hổ, tại vì sao? Tại vì sao ta quen sự gièm pha Sao ta muốn hành hạ nhau cho đã? Chẳng lẽ sôi lên vì một tình yêu Thì hai con tim thấy cần ghét bỏ? Kỷ niệm Chứa chất trong lòng lời trách cay đắng Vì câu chuyện buồn ngày tháng xa xăm Vì lầm lỡ, vì giấc mơ cuồng loạn Tôi nhìn kỹ hơn bức ảnh của nàng. Tôi lại yêu, khổ đau mà say đắm Và lại giống như ngày ấy phật lòng Đôi mắt nàng nhìn sang tôi hờ hững Và cứ thế lặng im. Tôi như người bị vô tình trói chặt Không làm sao rời ánh mắt khỏi nàng… Trong lặng im này có điều bí mật Là kỷ niệm về ngày tháng xa xăm… Bản dịch của Nguyễn Viết Thắng | Прошла любовь, прошла гроза Прошла любовь, прошла гроза, Но грусть живей меня тревожит. Еще слеза, одна слеза, Еще - последняя, быть может. А там - покончен с жизнью счет, Забуду все, чем был когда-то; И я направлю свой полет Туда, откуда нет возврата! Пусть я умру, лишенный сил, Не все кончина уничтожит. Узнай, что я тебя любил, Как полюбить никто не может! С последней песнею любви Я очи грустные смежаю... И ты мой сон благослови, Как я тебя благословляю! Мы любим, кажется, друг друга Мы любим, кажется, друг друга, Но отчего же иногда От нежных слов, как от недуга, Бежим, исполнены стыда? Зачем, привыкшие к злословью, Друг друга любим мы терзать? Ужель, кипя одной любовью, Должны два сердца враждовать? Исполнен горького упрека За злую повесть прежних лет, За сон безумства и порока, Я на ее гляжу портрет. Я вновь люблю, страдая страстно, И на меня, как в день обид, Она взирает безучастно И ничего не говорит. Но к ней прикованный случайно, Я не свожу с нее очей... В ее молчаньи скрыта тайна, А в тайне - память прошлых дней... |